# أتسوشي كوباياشي
أتسوشي كوباياشي (باليابانية: 小林敦؛ بالكانا: こばやし あつし) هو لاعب كرة قاعدة ياباني، ولد في 24 فبراير 1986 في شيمادا في اليابان.

## وصلات خارجية
- أتسوشي كوباياشي على موقع الدوري الياباني لكرة القاعدة (الإنجليزية)
- أتسوشي كوباياشي على موقعبيزبول رفرنس.كوم (الدوري الثانوي) (الإنجليزية)